# Idaea mareotica
Idaea mareotica là một loài bướm đêm trong họ Geometridae.